# (36288) 2000 EQ170
2000 EQ170 (asteroide 36288) é um asteroide da cintura principal. Possui uma excentricidade de 0.10239960 e uma inclinação de 7.77096º.
Este asteroide foi descoberto no dia 5 de março de 2000 por LINEAR em Socorro.